# Frente Democrático Nacional para la Liberación de Omán y el Golfo Pérsico
El Frente Democrático Nacional para el Liberación de Omán y el Golfo Pérsico (en árabe: الجبهة الوطنية الديمقراطية لتحرير عمان والخليج العربي, cuyas siglas son NDFLOAG) fue un movimiento guerrillero omaní, establecido en la Península arábiga.
Fue fundado en Irak en 1969 por estudiantes omaníes (principalmente estudiando en Kuwait) y otro emigrantes. Algunos habían sido miembros de partidos políticos de izquierda (como el Movimiento Nacionalista Árabe), mientras que otros eran opositores no organizados del gobierno de Omán.
A diferencia del otro grupo guerrillero, de corte rural, el Frente Popular para la Liberación del Golfo Pérsico Ocupado (PFLOAG), el NDFLOAG era un movimiento predominantemente urbano. El NDFLOAG se mantuvo por parte de intelectuales urbanos. Ideológicamente, el PFLOAG era marxista, mientras que el NDFLOAG era de orientación baazista. Cuándo surgió de manera pública, el NDFLOAG tuvo ramas en diferentes ciudades de Omán y en gran parte de otros sectores del Golfo Pérsico.
Comenzaron sus operaciones guerrilleras en el norte de Omán, el 12 de junio de 1970, atacando cuarteles en las ciudades de Izki y Nizwa con morteros. Ambos ataques fallaron. El ataque en un puesto militar del ejército real Omaní en las afueras de Izki fue repelido, y los atacantes fueron asesinado o capturados. Posteriormente se realizaron varias detenciones, basados en testimonios de prisioneros del ataque a Izki, y tres arsenales secretos del grupo en las ciudades de Muti, Sur y Matrah fueron incautadas por las fuerzas estatales. Estas medidas represivas condujeron al cese de operacioones del NDFLOAG en Omán. Aun así, continuaron organizandóse en otras regiones, fuera del país.
A pesar de que los atentados del 12 de junio de 1970 fueron realizados en el extranjero,  funcionaron como catalizador para los grupos que conspiraron contra el Sultán Said bin Taimur (que pronto llevó al derrocamiento de su hijo, Qabus bin Said Al Said, con apoyo de los británicos). Los atentados fueron tomados por sorpresa por el ejército realista, y contribuyeron a la percepción de que Said bin Taimur era incapaz de derrotar a los insurgentes.
En 1971, tras haber sufrido retrocesos militares, el NDFLOAG empezó buscar cooperación con el PFLOAG. En diciembre de ese año, ambos grupos guerrilleros se fusionaron, formando el Frente Popular para el Liberation de Omán y el Golfo Pérsico. Sin embargo, ambos grupo mantuvieron separadas sus estructuras organizativas separadas.